# ライヴ・アット・ザ・ロイヤル・アルバート・ホール (スピリチュアライズドのアルバム)
『ライヴ・アット・ザ・ロイヤル・アルバート・ホール』（原題：Royal Albert Hall, October 10, 1997 Live）は、イングランドのロック・バンド、スピリチュアライズドが1997年に録音・1998年に発表したライブ・アルバム。

## 背景
収録曲「ウォーキング・ウィズ・ジーザス」は、バンドの中心人物ジェイソン・ピアースが過去に在籍していたスペースメン3が、1986年に発表したシングル曲である。スピリチュアライズドは1998年5月に日本公演も行っているが、セットリストは本作と異なり、本作に未収録の「200バーズ」が演奏された一方、「オー・ハッピー・デイ」は演奏されなかった。
メンバーのうちショーン・クック、デイモン・リース、マイク・ムーニーは、本作のリリースの翌年に解雇され、Lupine Howlの結成に至った。

## 反響・評価
全英アルバムチャートでは2週トップ100入りし、最高38位を記録した。Jason Ankenyはオールミュージックにおいて5点満点中4点を付け「ジェイソン・ピアースは、一般的なライブ・パフォーマンスと異なり、曲間が空虚になることを拒絶して、自身の音楽を途切れないタペストリーに紡ぎ上げた」と評している。

## 収録曲
特記なき楽曲はJ・スペースマン（ジェイソン・ピアース）作。

### ディスク1
1. イントロ - "Intro" - 4:19
2. シャイン・ア・ライト - "Shine a Light" - 7:10
3. エレクトリック・メインライン - "Electric Mainline" - 7:01
4. エレクトリシティ - "Electricity" - 3:25
5. 勇者の安息 - "Home of the Brave" - 3:31
6. 孤高 - "The Individual" - 2:57
7. メディケイション - "Medication" - 6:36
8. ウォーキング・ウィズ・ジーザス - "Walking with Jesus" (Jason Pierce, Peter Kember) - 4:17
9. テイク・ユア・タイム - "Take Your Time" - 6:43

### ディスク2
1. 神なき信仰 - "No God Only Religion" - 4:01
2. ブロークン・ハート - "Broken Heart" - 5:46
3. カム・トゥギャザー - "Come Together" - 6:59
4. アイ・シンク・アイム・イン・ラヴ - "I Think I'm in Love" - 10:05
5. コップ・シュート・コップ - "Cop Shoot Cop..." - 16:33
6. オー・ハッピー・デイ - "Oh Happy Day" (Philip Doddridge, Edward Francis Rimbault) - 5:52

## 参加ミュージシャン
- ジェイソン・ピアース - ボーカル、ギター
- マイク・ムーニー - ギター、エレクトリックベース
- ティモシー・ルイス - オルガン、シンセサイザー、ピアノ、バッキング・ボーカル
- ショーン・クック - エレクトリックベース、ハーモニカ
- デイモン・リース - ドラムス、パーカッション
- レイモンド・ディッカティ - アルト・サクソフォーン、フルート

アディショナル・ミュージシャン
- ドン・オーウェン、ケヴィン・ブラウン、ロブ・チャールズ、トニー・ロビンソン - ホーン・セクション
- ダイナ・ビーミッシュ、ジョスリン・プーク、ジュールス・シングルトン、サリー・ハーバート - ストリングス
- ジョン・フィッシャー - クワイア指揮
- デニース・シーリー、モーリン・フィッシャー、ミシェル・パーキンソン、ナタリー・グッド、ジャニス・ウィン、ロンダ・フィッシャー、サマンサ・マクレー、ジェイソン・トンプソン、レオン・ブラウン、ポール・バーナード、トニー・クラーク - クワイア